# Хасэгава, Икуми
Икуми Хасэгава (яп. 長谷川 育美 Хасэгава Икуми, род. 31 мая, префектура Тотиги, Япония) — японская сэйю.

## Биография
Икуми Хасэгава родилась 31 мая в префектуре Тотиги. Одним из её увлечений в первый год средней школы стала неназванная манга об игре в теннис. Заинтересовалась работой сэйю в период обучения в средней школе, когда посмотрела дополнительные материалы с дисков, взятых у друзей. Приняла решение начать карьеру сэйю на третьем году старшей школы.
На последнем курсе специальной школы с двухлетней программой обучения Хасэгава была принята в школу по подготовке сэйю агентства Pro-Fit (яп. プロ・フィット声優養成所 Пуро-Фитто сэйю: ё:сэйдзё). После окончания обучения заключила контракт с агентством Pro-Fit. Хасэгава являлась клиенткой этого агентства до декабря 2021 года, пока в связи с его закрытием 31 марта 2022 года не перешла в агентство Raccoon Dog Нобухико Окамото.
В марте 2020 года Хасэгава была утверждена на роль Владилены Милизе, главной героини аниме-сериала 86: Eighty Six (2021), а также на роль Минами Нанами в Bottom-tier Character Tomozaki (2021). В конце декабря 2020 года Хасэгава получила роль Арквейд Брюнстад в визуальном романе Tsukihime: A Piece of Blue Glass Moon, ремейка оригинального романа 2000 года. В марте 2022 года стало известно, что в аниме-сериале Bocchi the Rock! (2022) Хасэгава озвучит Икуё Киту, солистку вымышленной группы Kessoku Band и одну из четырёх главных героинь. В составе группы Хасэгава от лица своего персонажа исполнила основные музыкальные темы аниме-сериала и песни-вставки.
В аниме-сериале World Dai Star (2023) Хасэгава озвучила девочку по имени Сидзука и в составе группы Sirius исполнила открывающую музыкальную тему «Wannabe Star!», а в паре с Манакой Ивами — закрывающую «Two of Us». В числе других ролей Хасэгавы — Аиша Удгард в аниме-сериале «Герой-рационал перестраивает королевство» (2021), Дэсуми Магахара в Love After World Domination (2022), Гинка Синомия в компьютерной игре Ginka (2023) и другие.

## Избранная фильмография

### Аниме-сериалы
2016
- Aikatsu Stars! — Мотоко

2018
- Chio’s School Road — Фуюми Нодзё
- Dakaichi — Маки Симура
- Happy Sugar Life — Митори Тадзима
- Iroduku: The World in Colors — Санами Асагава
- Seven Senses of the Re’Union — Момои

2019
- Domestic Girlfriend — Канаэ
- My Roommate Is a Cat — Хирото Ясака (в детстве)
- The Hero is Overpowered but Overly Cautious — Джорне

2020
- If My Favorite Pop Idol Made It to the Budokan, I Would Die — Соранэ Мацуяма[15]
- Interspecies Reviewers — Эруся
- Seton Academy: Join the Pack! — Хана Хосино
- Umayon! — Михоно Бурбон[16]

2021
- 86: Eighty Six — Владилена Милизе[4]
- Bottom-tier Character Tomozaki — Минами Нанами[5]
- Uma Musume Pretty Derby Season 2 — Михоно Бурбон[17]
- «Герой-рационал перестраивает королевство» — Аиша Удгард[12]
- «Голубой период» — Сираи[18]
- «Путь домохозяина» — официантка

2022
- Bocchi the Rock! — Икуё Кита[7]
- Delicious Party Pretty Cure — Вакана Тамаки, Реципеппи, Моэ Ямакура
- In the Heart of Kunoichi Tsubaki — Сион[19]
- Love After World Domination — Дэсуми Магахара[13]
- Miss Shachiku and the Little Baby Ghost — Сино[20]
- My Master Has No Tail — Които[21]
- My Stepmom’s Daughter Is My Ex — Акацуки Минами[22]

2023
- Buddy Daddies — Карин Идзуми[23]
- Cute Executive Officer R — Ёсинэ Фудо[24]
- Dead Mount Death Play — Фуруто Итиносэ[25]
- I’m in Love with the Villainess — Лене Оруссо[26]
- Ippon Again! — Котоко Ногисака[27]
- Mashle — Лорен Кабасс
- The Eminence in Shadow — Лямбда[28][29]
- Uma Musume Pretty Derby Season 3 — Михоно Бурбон
- World Dai Star — Сидзука[10]
- «Нежить и неудача» — Латла Мира[30]

2024
- 7th Time Loop — Рише Ирмгард Вайцнер[31]
- Bottom-tier Character Tomozaki 2nd Stage — Минами Нанами[32]
- Is It Wrong to Try to Pick Up Girls in a Dungeon? V — Хит Вельвет[33]
- Mayonaka Punch — Масаки[34]
- Ron Kamonohashi’s Forbidden Deductions (второй сезон) — Миа Коста[35]
- Sousou no Frieren — Ибель[36]
- The Many Sides of Voice Actor Radio — Отомэ Сакуранамики[37]
- Tokidoki Bosotto Roshia-go de Dereru Tonari no Alya-san — Саяка Танияма[38]
- Wind Breaker — Котоха Татибана[39]
- «Нежеланно бессмертный авантюрист» — Шейла Ибарс[40]

2025
- Backstabbed in a Backwater Dungeon — Мэй[41]
- Catch Me at the Ballpark! — Аона[42]
- Chitose Is in the Ramune Bottle — Юдзуки Нанасэ[43]
- Gnosia — Сэцу[44]
- Li’l Miss Vampire Can’t Suck Right — Миса Кусоноки[45]
- Private Tutor to the Duke’s Daughter — Лидия Лейнстер[46]
- Young Ladies Don’t Play Fighting Games — Ая Мицуки[47]
- «Моя геройская академия: Вне закона» — Поп Степ[48]

2026
- I Made Friends with the Second Prettiest Girl in My Class — Нина Нитта[49]

### Аниме-фильмы
- 2018 — Flavors of Youth — Сяо Юй[50]
- 2024 — Ganbatte Ikimasshoi — Маюми Иномото[51]

### ONA
- 2023 — «О моём перерождении в слизь: Мечта Колеуса» — Жон[52]

### Промовидео
- 2025 — Holoearth — Протагонистка[53]

### Компьютерные игры
2017
- Genju Keiyaku Cryptract — Сэрида
- Tenka Hyakken: Zan — Куниюки Акаси

2020
- Azur Lane — Касабланка[54]
- Brown Dust — Розенгарт[55]

2021
- Blue Archive — Асуна Итиносэ
- Lost Judgment — Юриэ Нодзаки
- Melty Blood: Type Lumina — Арквейд Брюнстад[56], Красная Арквейд[57][58], Нэко-Арк
- Tsukihime: A Piece of Blue Glass Moon — Арквейд Брюнстад[6]

2022
- Fate/Grand Order — Арквейд Брюнстад (архетип: Земля)[59]
- Lackgirl I — Субару
- Naraka: Bladepoint — Ферия Шэнь[60]

2023
- Fire Emblem Engage — Цитринн
- Ginka — Гинка Синомия[14]
- Girls’ Frontline — Erma, SCAR-L[61]

2024
- Azur Lane — Страсбург[62]
- Girls’ Frontline: Neural Cloud — Оливия

2025
- Zenless Zone Zero — Укинами Юдзуха[63]

## Награды и номинации
| Год  | Награда               | Результат | Категория                                                                     | Работа                                | Прим.  |
| ---- | --------------------- | --------- | ----------------------------------------------------------------------------- | ------------------------------------- | ------ |
| 2022 | Anime Trending Awards | 4-е место | Лучшая актриса озвучивания                                                    | Владилена Милизе из 86: Eighty Six    | [ 64 ] |
| 2023 | Anime Trending Awards | Победа    | Лучший подбор голосов (вместе с Ёсино Аоямой, Саку Мидзуно и Саюми Судзусиро) | Bocchi the Rock!                      | [ 65 ] |
| 2024 | Seiyu Awards          | Победа    | Лучшее исполнение песни (в составе группы Kessoku Band)                       | Bocchi the Rock!                      | [ 66 ] |
| 2025 | Anime Trending Awards | 5-е место | Лучшая актриса озвучивания                                                    | Рише Ирмгард Вайцнер из 7th Time Loop | [ 67 ] |